# Spider-Man (televisieserie uit 1981)
Spider-Man is een animatieserie gebaseerd op de Marvel Comics superheld Spider-Man. Dit was de tweede animatieserie gebaseerd op deze strip. De serie liep echter maar korte tijd.
De serie was niet zo populair als zijn opvolger Spider-Man and His Amazing Friends, een tweede serie die eveneens werd uitgezonden op NBC.
De serie werd gemaakt om Marvel Productions, een studio ontstaan DePatie-Freleng Enterprises te lanceren. DePatie-Freleng Enterprises had daarvoor de animatieseries New Fantastic Four en Spider-Woman (waarin Spider-Man ook voorkwam) geproduceerd.

## Inhoud
De serie draait geheel om Peter Parker die een balans probeert te vinden tussen zijn leven als superheld, zijn verantwoordelijkheden als student, zijn parttime baan als fotograaf voor de Daily Bugle en zijn zorg voor zijn oude tante May Parker.
De serie bevat naast Spider-Man onder andere de personages Black Cat, Dr. Doom, Green Goblin, Sandman, Magneto, Green Goblin, Mysterio, Kraven the Hunter, Captain America, Chameleon, Vulture, Kingpin

## Stemacteurs
Hoofdrollen
- Ted Schwartz - Spider-Man/Peter Parker
- Linda Gary - Tante May
- Morgan Lofting - Tante May / Black Cat
- Bill Woodson - J. Jonah Jameson
- Lee Bailey - Robbie Robertson
- Mona Marshall - Betty Brant
- Brad Crandall - Dr. Doom

## Afleveringen
Volume 1
1. Bubble, Bubble, Oil and Trouble
2. Dr. Doom, Master of the World
3. Lizards, Lizards, Everywhere
4. Curiosity Killed the Spider-Man
5. The Sandman Is Coming
6. When Magneto Speaks....People Listen
7. The Pied Piper of New York Town

Volume 2
1. The Doctor Prescribes Doom
2. Carnival of Crime
3. Revenge of The Green Goblin
4. Triangle of Evil
5. The A-B-C's of D-O-O-M
6. The Sidewinder Strikes!

Volume 3
1. The Hunter and The Hunted
2. The Incredible Shrinking Spider-Man
3. The Unfathomable Professor Gizmo
4. Cannon of Doom
5. The Capture of Captain America
6. The Doom Report

Volume 4
1. The Web of Nephilia
2. Countdown to Doom
3. Arsenic and Aunt May
4. The Vulture Has Landed
5. Wrath of The Sub-Mariner
6. The Return of the Kingpin
7. Under the Wizard's Spell

## Trivia
- De afleveringen waarin Dr. Doom voorkwam bevatten allemaal een verhaallijn die van aflevering op aflevering doorliep, en waarin de rebellen van Latveria proberen zijn regering omver te werpen.

- Spider-Man and His Amazing Friends was een soort sequel van deze animatieserie. In het derde seizoen van Spider-Man and His Amazing Friends, in de aflevering "The Origins of the Spider-Friends", wordt de connectie tussen de twee series gemaakt.

- In zowel deze serie als Spider-Man and His Amazing Friends is de Green Goblin niet gewoon verkleed, maar verandert hij echt in een goblin (zoals Dr. Curt Connors en de Lizard).